# Roque aux Jeux olympiques de 1904
Cette page présente les résultats des épreuves de roque aux Jeux olympiques d'été de 1904 à Saint Louis aux États-Unis.

## Résultats
| Édition | Lieu        | Or              | Argent         | Bronze        |
| 1904    | Saint-Louis | Charles Jacobus | Smith Streeter | Charles Brown |